# Päpstliches Athenäum Dharmaram Vidya Kshetram
Das Päpstliche Athenäum Dharmaram Vidya Kshetram ist eine Hochschule, die von der syro-malabarischen katholischen Ordensgemeinschaft der Karmeliten von der Unbefleckten Jungfrau Maria (CMI) gegründet wurde und sich in Bengaluru in Indien befindet. Es handelt sich um ein päpstliches Athenäum, das vom Vatikan anerkannt ist. Es ist befugt, akademische Grade zu verleihen, darunter den Lizenziat der Theologie sowie die Möglichkeit zur Promotion in Philosophie und Theologie zu geben.

## Geschichte
Das Dharmaram Vidya Kshetram wurde am Dharmaram College gegründet und ursprünglich im Jahr 1833 als Priesterseminar in Mannanam errichtet. Später wurde es nach Chethipuzha verlegt. Die Einrichtung in Chethipuzha, Kerala, wurde 1957 nach Bangalore verlegt. Am 8. Dezember 1965 wurde sie der Päpstlichen Universität Gregoriana in Rom affiliiert.
Im Jahr 1976 erhielt das DVK durch die Kongregation für das katholische Bildungswesen in Rom das Universitätsstatut, um als päpstliches Athenäum anerkannt zu werden. Dies geschah durch das Dekret Nobilissima Indiarum Gentes, das die Institution zur Verleihung theologischer Grade berechtigte. Im Jahr 1983 erweiterte das Dekret Antiquissima Indorum Philosophica diese Befugnis auf den Bereich der Philosophie. Dies stellte einen bedeutenden Fortschritt im akademischen Profil des Instituts und einen wichtigen Beitrag zur theologischen und philosophischen Hochschulbildung dar. Die akademischen Grade werden mit der Autorität des Heiligen Stuhls verliehen.

## Fakultäten, Institute und Zentren
Das Dharmaram Vidya Kshetram (DVK) Päpstliches Athenäum beherbergt verschiedene spezialisierte Zentren und Institute, die sich theologischen, philosophischen und interdisziplinären Studien widmen. Diese Einrichtungen fördern Forschung, akademische Zusammenarbeit und spezialisierte Ausbildung und tragen damit zur Mission der Institution bei, eine hochwertige Bildung und intellektuelle Formung in Philosophie, Theologie und verwandten Disziplinen zu ermöglichen.

### Fakultäten und Institute
- Fakultät für Theologie
- Fakultät für Philosophie
- Institut für orientalisches Kirchenrecht
- Institut für spirituelle Formung und Beratung

### Zentrale Einrichtungen
- Zentrum für biblische und theologische Studien (CBTS)
- Zentrum für Dalit-Solidarität (CDS)
- Zentrum für Umweltstudien (CES)
- Zentrum für Wissenschaft und Religion
- Zentrum für das Studium und die Forschung über Kuriakose Elias Chavara (CSRKEC)
- Zentrum für das Studium der Weltreligionen (CSWR)
- Zentrum für Frauenstudien (CWS)
- Dharmaram-Fernakademie (DADE)
- Dharmaram-Sprachinstitut (DIL)
- Placid Podipara Zentrum für östliche und indisch-christliche Studien (PPCEICS)
- Atmodaya: Zentrum für psycho-spirituelle Entwicklung
- Jnanodaya
- Zentrum für pastorale Führungsstudien
- Zentrum für das Studium des Zweiten Vatikanischen Konzils
- Kuriakose Elias Chavara Studienhaus (KECSH)

#### Studienzentren im Ausland
- Chavara-Institut für indische und interreligiöse Studien (CIIS), Rom, Italien
- Chavara Internationales Zentrum für indische und interreligiöse Studien (CICIIS), Sacramento, Kalifornien, USA

## Akademische Zusammenarbeit und Partnerschaften

### KU Leuven, Belgien
Ein Memorandum of Understanding (MoU) wurde zwischen dem Dharmaram Vidya Kshetram (DVK), Bangalore, Indien, und der Katholieke Universiteit Leuven (KU Leuven), Belgien, unterzeichnet, um die akademische Zusammenarbeit zwischen beiden Institutionen zu fördern.
Das erste MoU wurde am 23. Mai 2007 zwischen dem Hoger Instituut voor Wijsbegeerte (HIW), der Philosophischen Fakultät der KU Leuven, und der Philosophischen Fakultät des DVK unterzeichnet und im Jahr 2011 erneuert. Es ermöglicht den Austausch von Dozierenden und Studierenden auf Grundlage der gegenseitigen Anerkennung von Abschlüssen.
Im Mai 2019 wurde ein weiteres MoU zwischen der Theologischen Fakultät der KU Leuven und der Theologischen Fakultät des DVK unterzeichnet. Zu den Unterzeichnenden gehörten der Rektor und der Dekan der KU Leuven sowie der Präsident und der Dekan des DVK. Dieses Abkommen erlaubt ebenfalls einen regulären akademischen Austausch zwischen beiden Institutionen.

### Päpstliches Orientalisches Institut, Rom
Das Institut für orientalisches Kirchenrecht (IOCL) ist der Fakultät für orientalisches Kirchenrecht am Päpstlichen Orientalischen Institut in Rom angegliedert. Das IOCL bietet drei Studienprogramme an: das Lizenziat im orientalischen Kirchenrecht (LOCL), verliehen durch das Päpstliche Orientalische Institut in Rom, sowie das Diplom (DOCL) und das Zertifikat (COCL) im orientalischen Kirchenrecht, die vom DVK vergeben werden. Der LOCL-Abschluss qualifiziert Absolventinnen und Absolventen zur Promotion, zur Lehrtätigkeit an größeren Priesterseminaren oder theologischen Fakultäten sowie zum Ausüben kirchlicher Ämter, die Fachkenntnisse im Kirchenrecht erfordern.